# Ірано-ізраїльські відносини
Ірано-ізраїльські відносини починаються з 1940-х років у декілька етапів:
1. Протистояння Ірану плану розділу Палестини та прийняття Ізраїля в ООН.
2. Потепління в відносинах, включаючи признання Ізраїля де-факто і налаштування військових та економічних зв'язків при шахі Мохаммеду Резе Пехлеви.
3. Холодний світ в першу десятиліття після ісламської революції, під час якого розрив дипломатичних відносин і військова риторика Ірану в відносинах з Ізраїлем поєднувалися з продовженням закулісним контактами и боротьбою с спільним ворогом в обличчі Іраку (у тому числі в рамках угоди Іран контрас).
4. Подальше загострення після 1990 року, обумовлене змінами у геополітичних обставинах, спільним поглибленням протистояння ісламського і західного світу, початком мирного процесу між Ізраїлем і сусідніми арабськими країнами та робота в Ірані над створенням власної ядерної зброї.

Крім безпорадних взаємовідносин між державами Іран і Ізраїль, картину ірано-ізраильських відносин доповнює також протистояння цих держав внутрішнім і зовнішнім ворогам, що користуються підтримкою однієї із сторін. Для Ізраїлю це ісламська організація ХАМАС (у секторі Газа і на Західному березі річки Йордан) і Хезболла (в Ливані), для Ірану - суннитська організація Джундалла і леворадикальна організація моджахедів Іранського народу.